# 3-methylhexan
3-Methylhexan je rozvětvený uhlovodík, jeden z izomerů heptanu; má dva enantiomery.
Tato látka je jedním ze dvou chirálních izomerů heptanu, společně s 2,3-dimethylpentanem. Jejími enantiomery jsou (R)-3-methylhexan a (S)-3-methylhexan.